# Ніхто не хотів помирати
«Ніхто не хотів помирати» (лит. «Niekas nenorėjo mirti») — литовський радянський художній фільм 1966 року режисера Вітаутаса Жалакявічюса про післявоєнні події в країні і трагічні стосунки між національно налаштованими «лісовими братами» та репресивною машиною в особі радянської влади. Кінотвір 1966 року.

## Сюжет
В центрі подій родина Локіс (ведмідь в перекладі з литовської). Події віднесені до 1947 року. Для 1965 року, року створення фільму, це було звертання до нещодавнього і болючого для національних республік минулого. В селищі вбили чергового голову радгоспу. І те, що це п'ятий убитий за минулий рік — покажчик, що убивства відбуваються зовсім не на побутовому ґрунті. Кінострічка переводить події в побутову площину, бо сини загиблого Локіса присягають помститися. Тим часом посаду голови радгоспу посів Вайткус, що і сам був «лісовим братом»… Фільм розгортається як черговий детектив, тільки на національну тематику.

## У ролях
- Казимирас Віткус — батько Локіс
- Донатас Баніоніс — Вайткус (дубляж Дем'яненко Олександр Сергійович)
- Регімантас Адомайтіс — син Донатас (дубляж Еммануїл Шварцберг)
- Юозас Будрайтіс — син Йонас (дубляж Юрій Соловйов)
- Альгімантас Масюліс — син Миколас (дубляж Ігор Єфімов)
- Бруно Оя — син Бронюс (дубляж Адольф Шестаков)
- Вія Артмане — Она (дубляж Віра Липсток)
- Дангуоле Баукайте — Алдона (дубляж Галина Теплинська)
- Еугенія Шулгайте — Локене, мати (дубляж Є. Лосакевич)
- Антанас Шурна — секретар (дубляж Лев Жуков)
- Бронюс Бабкаускас — Марцинкус (дубляж Миколай Гаврилов)
- Лаймонас Норейка — «святий» Юозапас (дубляж Копелян Юхим Захарович)
- Вітаутас Томкус — Пугач (хижий птах)
- Антанас Барчас — «Борода»
- Генрікас Рімейка — Пранас, міліціонер

## Знімальна група
- Режисер — Вітаутас Жалакявічус
- Сценарист — Вітаутас Жалакявічус
- Композитор — Альгіс Апанавічюс
- Оператор — Йонас Грицюс

## Шлях кінострічки до радянського глядача
Це була лише шоста кінострічка щойно створеної Литовської кіностудії. Торкнутися пекучих проблем встановлення радянської влади в Литві і насмілився кінорежисер. Але це був детектив лише за формою, що приховувала зіткнення народу з пробудженою самосвідомістю — з імперськими амбіціями агресивної держави. І кінострічку «поклали на полицю» — подалі від гріха оприлюднення.
Кінорежисер ризикнув вдруге. Без дозволу очільників Литовської кіностудії він приховано вивіз кінострічку в Москву і передав її в Держкіно. За порушення трудової дисципліни Вітаутаса Жалакявічюса могли звільнити з роботи. Керівництво Держкіно подивилось детектив з лояльними до радянської влади представниками родини Локіс і — дозволило її кінопрокат. Дивним чином кінострічка «Ніхто не хотів помирати» Литовської кіностудії виборола головний приз на кінофестивалі в місті Київ і навіть стала лауреатом премії Ленінського комсомолу (!). Так Жалакявічюс витяг щасливий жереб, а переможців — не судять.